# 월광화
《월광화》(月光花, 겟코오카)는 Janne Da Arc의 23번째 싱글이며, 2005년 1월 19일에 발매되었다.
월광화는 yasu가 작사, 작곡하였으며, 커플링곡인 WING은 작사에 yasu, 작곡에 you가 맡았다.
싱글의 판매량이 30만 매를 돌파해, 현재 Janne Da Arc의 노래중 가장 많은 히트를 기록하였다.
3번 트랙의 月光花~Black Jack Mix~가 애니메이션 《블랙잭》의 오프닝 곡으로 사용되었는데, 가사가 일부 차이난다.

## 수록곡
1. 月光花 (작사·작곡 : yasu)
2. WING (작사 : yasu, 작곡 : you)
3. 月光花~Blck Jack Mix~(작사·작곡 : yasu)